# Parque nacional de Waza
El Parque nacional de Waza (en francés: Parc national de Waza) es un área protegida en la Región del Extremo Norte, en el norte del país africano de Camerún. Fue establecido en 1934, aunque originalmente como un coto de Lanús, y cubre un total de 1700 km². El parque se convirtió en un parque nacional en 1968, y una reserva de biosfera de la UNESCO en 1979. Se encuentra junto al sector Chingurmi-Duguma del parque nacional de la Cuenca del Chad en la vecina Nigeria.

## Galería

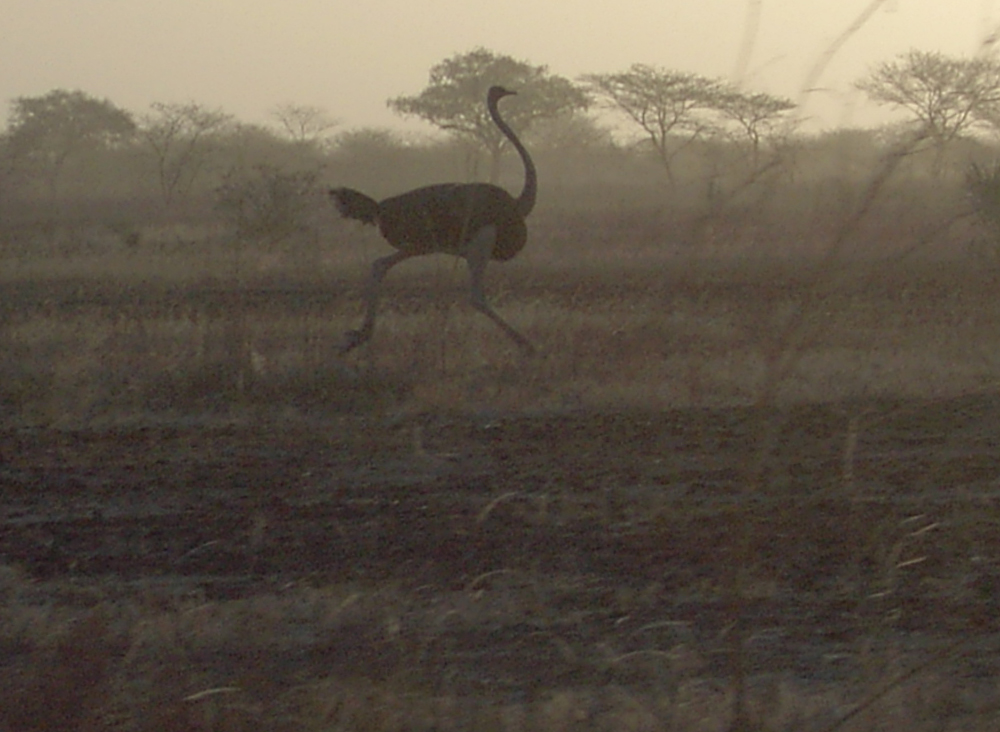
Struthio camelus.
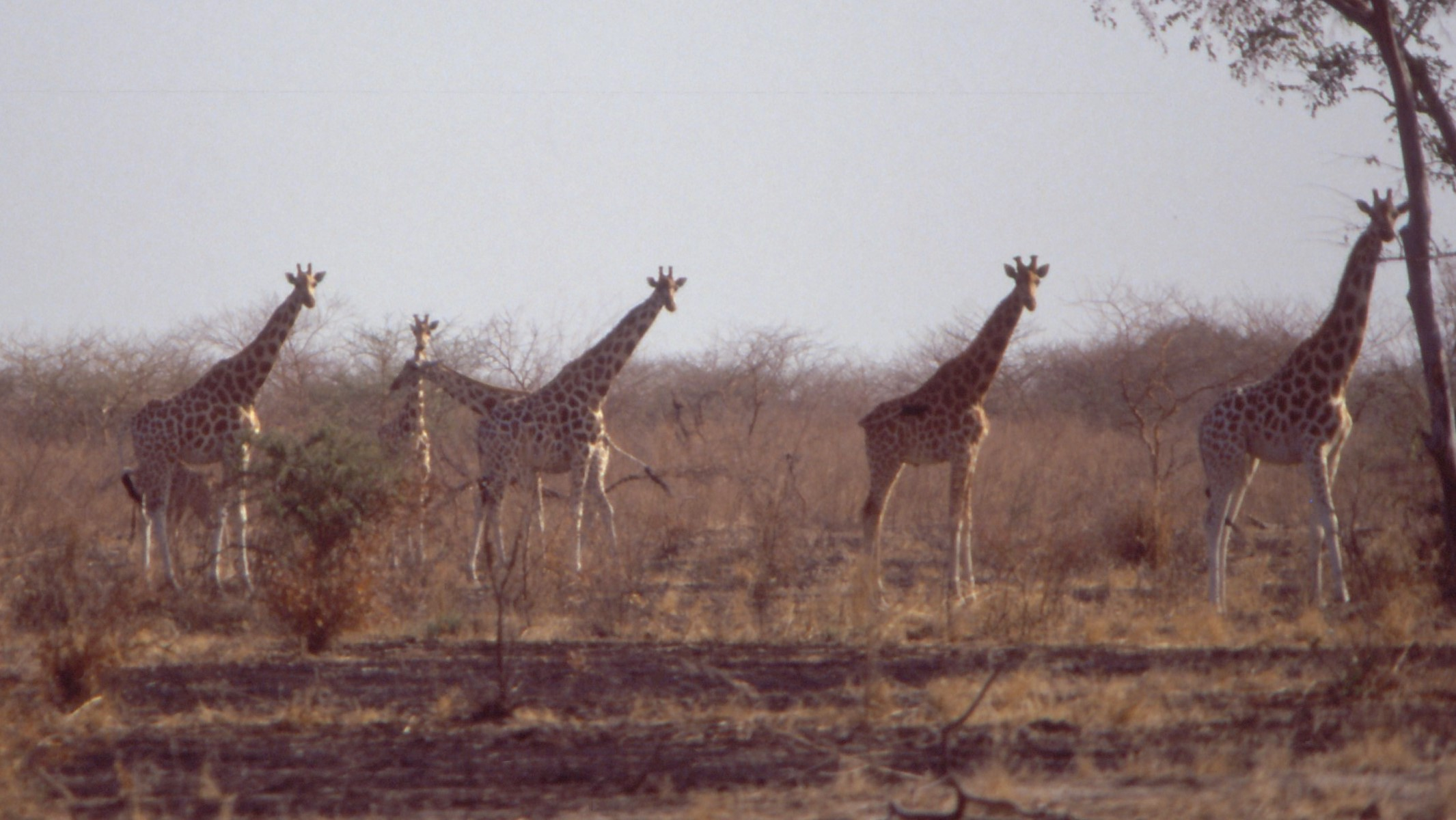
Giraffa camelopardalis.
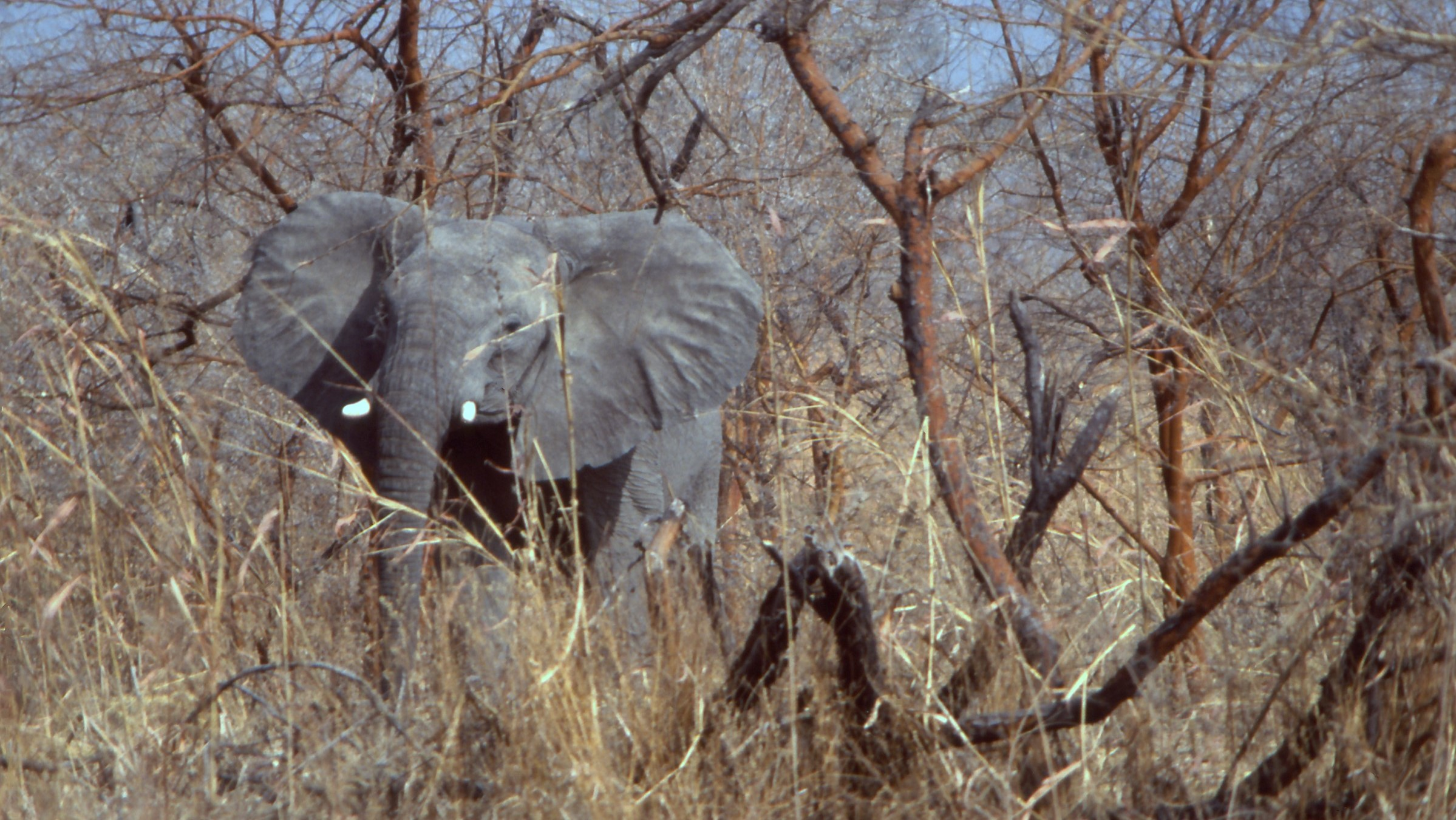
Loxodonta africana.